# Venezia Giulia
La Venezia Giulia (Julisch Venetien in tedesco, Julijska Krajina in sloveno e croato, Venesia Jułia in veneto, Vignesie Julie in friulano) è una regione storico-geografica concettualmente definita nell'Ottocento al pari delle Tre Venezie; attualmente - politicamente e amministrativamente - è divisa tra Italia, Slovenia e Croazia, con la parte rimasta all'Italia dopo la seconda guerra mondiale in seguito ai trattati di pace di Parigi del 1947 e del Memorandum di Londra del 1954, che costituisce, insieme al Friuli, la regione autonoma del Friuli-Venezia Giulia.
Posta all'estremo nord-est della penisola italiana, i confini sono rappresentati, in linea di massima, dal torrente Judrio e dal fiume Ausa (che segnavano il confine fra Regno Lombardo-Veneto e Contea di Gorizia e Gradisca), da Trieste, dall'Istria, dalle isole del Quarnaro e dalla città di Fiume, comprendendo dunque le terre poste fra Alpi e Prealpi Giulie, Carso, Alpi Dinariche e Alto Adriatico orientale (Golfo di Trieste e Golfo di Fiume). Il nome è stato ideato nel 1863 dal linguista goriziano Graziadio Isaia Ascoli per contrapporlo al nome Litorale, creato dalle autorità austriache nel 1849 per identificare una regione amministrativa più o meno coincidente. Il patrionimico dell'area è giuliano (plurale giuliani). Il nome deriva, come nel caso del Friuli, da "Forum Juli", odierna Cividale del Friuli, e dalle catene montuose poste alle sue spalle, le Alpi Giulie per l'appunto.

## Storia

### Generalità
I territori che hanno fatto parte della Venezia Giulia (il Friuli orientale e parte del Goriziano con gli altopiani carsici tra il Vipacco e l'Idria - e a nord dell'Idria, tra l'Isonzo e Alpi Giulie -, Trieste e il suo entroterra carsico delle Alpi Dinariche, fino al Timavo, Pola con la penisola istriana, Fiume con le isole del Quarnaro e in primis Cherso, Lussino e altre isole minori, nonché Veglia, pur esclusa dall'annessione al Regno d'Italia a seguito della Prima Guerra Mondiale), iniziarono ad essere indicati con tale denominazione nel 1918. Furono sede, in età protostorica, della cultura dei castellieri e subirono successivamente un intenso processo di romanizzazione.
In età medievale non ebbero una storia comune almeno a partire dal X secolo, dal momento che l'Istria costiera si legò a Venezia da stretti vincoli politici e culturali, mentre l'Istria interna iniziò a ruotare sempre più entro l'orbita Sacro Romano Impero e asburgica. Anche Gorizia e il Friuli orientale, per lungo tempo governate da una famiglia comitale, vassalla prima dello Stato patriarcale di Aquileia e poi di Venezia, caddero, alle soglie dell'età moderna, sotto il potere della casa d'Austria. Caso a sé stante è rappresentato da Trieste che prima di associarsi all'Austria (1382) fu città vescovile e poi libero comune. La Venezia Giulia, unita all'Italia nel 1918, fu in massima parte annessa, al termine della seconda guerra mondiale, alla Jugoslavia (per la precisione vennero ceduti 7.625 km² di territorio).

### Antichità preromana e romana
L'attuale regione giuliana fu abitata fin da epoca preistorica. A Visogliano, nel Carso triestino e a Pocala (Aurisina) sono venuti alla luce resti che documentano attività litiche durante il Paleolitico inferiore e medio. La prima cultura stanziale autoctona fu tuttavia quella dei castellieri, che iniziò a svilupparsi durante l'età del bronzo, per protrarsi fino alla conquista romana (II secolo a.C.), coprendo un arco di oltre un millennio. Non conosciamo le origini del popolo o dei popoli di agricoltori e pastori che inizialmente elaborarono tale cultura che, nata in Istria, si estese, con il tempo, fino alla Dalmazia e al Friuli.
Di certo agli albori dell'età del ferro (X - IX secolo a.C. circa) etnie indoeuropee di stirpe venetica o illirica (Istri, Liburni e Giapidi) dedite, oltre che alle attività primarie, anche alla navigazione e alla pirateria, imposero il proprio dominio sul territorio, sostituendosi o mescolandosi alle genti autoctone. Tali etnie, a contatto con le colonie greche dell'Adriatico e con l'evoluto popolo venetico (o paleoveneto), crearono, a partire dal V secolo a.C., anche degli insediamenti con caratteristiche propriamente urbane. Fra questi, assunse particolare importanza la città di Nesactium, capitale della federazione degli Istri situata nei pressi dell'attuale Pola (a propria volta castelliere fra i più importanti dell'Istria). In epoca successiva sopravvennero anche i Carni, di stirpe celtica, che dalla Carnia discesero nel Carso, occupandolo fino al Vipacco e al Timavo nel 186 a.C.

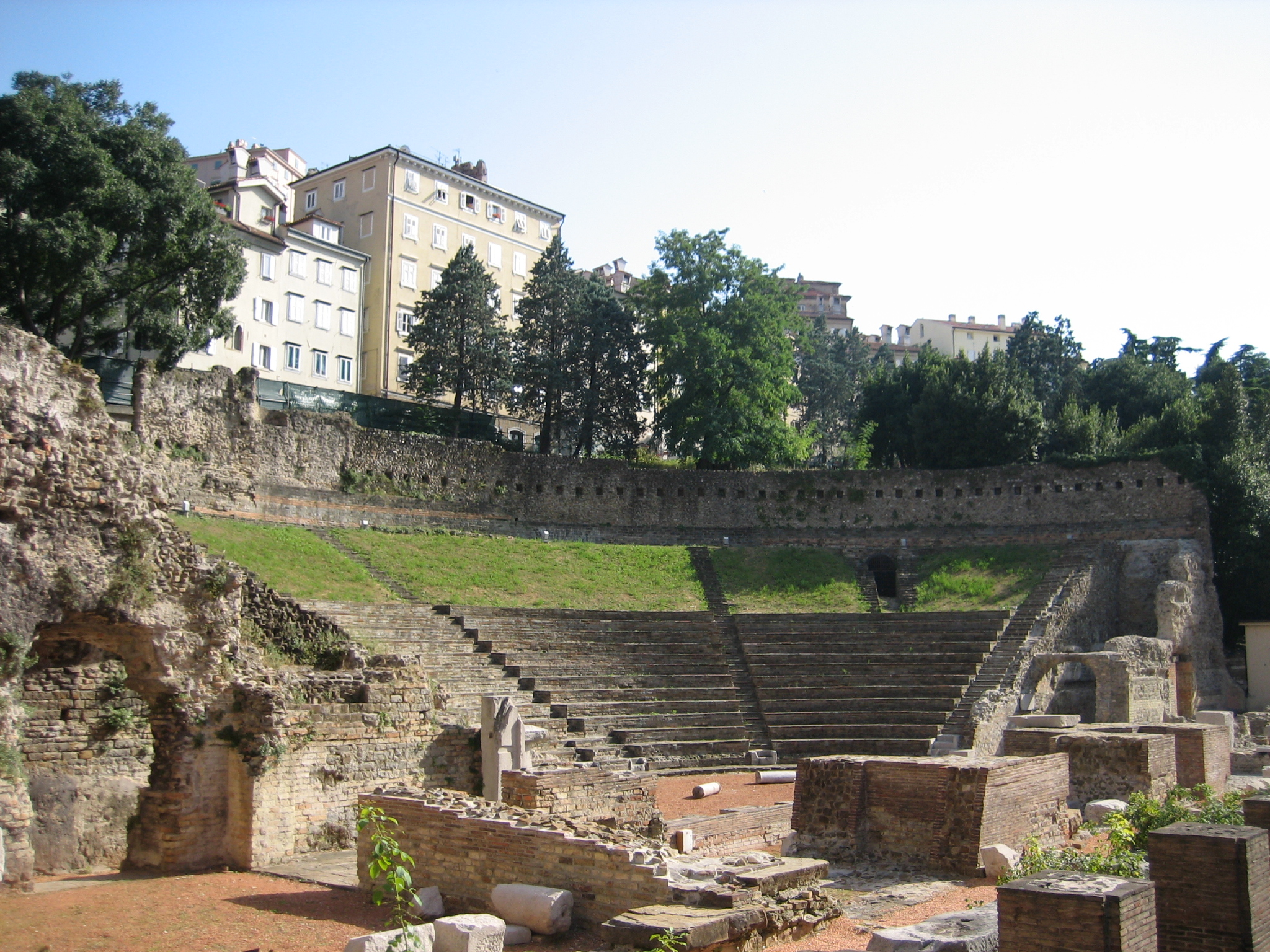
Teatro romano a Trieste

L'incorporazione del territorio allo Stato romano avvenne nei cinque o sei decenni che seguirono la fondazione della colonia di diritto latino di Aquileia (181 a.C.), che, alle soglie dell'età imperiale, era già divenuta la quarta città più popolosa d'Italia, capitale della Venetia et Histria, e massimo centro di irradiazione della romanità non solo nelle future regioni giuliana, friulana e veneta, ma anche nel Norico mediterraneo e in Dalmazia. Nel 42 a.C. il confine dell'Italia romana fi stabilito al fiume Tizio (poi conosciuto come Cherca) includendo l'intera costa liburnica e l'estremità settentrionale della Dalmazia con Iadera (attuale Zara), ma nel 16 a.C., per ragioni militari, Ottaviano ne dispose l'arretramento all'Arsa, escludendo la Liburnia.
Se Aquileia fu indiscutibilmente la realtà urbana più importante e prestigiosa dell'Italia nord-orientale, non fu l'unica: fin da epoca augustea era andato sviluppandosi in zona un certo numero di nuclei urbani, alcuni dei quali di dimensioni ragguardevoli, come Tergeste, Pietas Julia e Tarsatica, sviluppatasi da un precedente importante castelliere liburnico sul fiume Eneo; anch'esse nacquero come colonie di diritto latino e servirono come poli di romanizzazione delle aree circostanti; Castrum Silicanum (Salcano) e Pons Aesontii (Mainizza) furono edificati nell'area dell'attuale Gorizia. Tutto lascia supporre che, nei primi secoli dell'era cristiana, le popolazioni stanziate nella futura regione giuliana (in parte di origine latina), erano permeate di romanità, la quale « [...] per la profondità delle sue radici, per la durata nel tempo, non è punto diversa... rispetto alla romanità delle altre terre dell'Italia settentrionale, dal finitimo Veneto all'opposto Piemonte.».

### Dalle invasioni barbariche alla Restaurazione
Dopo la distruzione di Aquileia ad opera degli unni di Attila (452), il territorio perdette il suo centro organizzatore, divenendo baluardo estremo di latinità a ridosso di province ex-romane sempre più germanizzate. Nel 493 fu incorporato al regno ostrogoto da Teodorico.
Al dissolvimento dello Stato ostrogoto, la massima parte della regione entrò nella sfera bizantina (territori a sud dell'Isonzo), salvaguardando o persino rafforzando la propria romanità nei due secoli e mezzo successivi di ininterrotta dominazione romano-orientale (539-787), mentre l'esigua parte restante fu occupata dai Longobardi allorquando questi invasero l'Italia (568).
Il popolo franco, negli ultimi decenni dell'VIII secolo, si sostituì sia ai longobardi che ai bizantini, imponendo il proprio dominio sull'intero territorio, che inserì stabilmente nel Regnum Italicorum. In età ottoniana (X secolo) Trieste iniziò a essere governata come entità autonoma dai suoi vescovi, per convertirsi in libero comune (XIII secolo), mentre i centri abitati della costa occidentale dell'Istria si orientavano sempre più verso Venezia, non soggetta all'autorità del sacro romano impero e in piena espansione demografica ed economica ancor prima dell'anno 1000.
Il resto del territorio giuliano (Friuli orientale, Istria interna, ecc.) restò invece vincolato, in maggiore o minor misura, al Sacro Romano Impero, anche quando i Patriarchi di Aquileia, sul finire dell'XI secolo ottennero dall'imperatore Enrico IV l'investitura della Contea d'Istria, del Ducato del Friuli (1077) e il titolo di Principi (da qui il nome di Principato ecclesiastico di Aquileia).
Come loro "avvocati" (cioè vassalli), detennero il potere nel Friuli orientale (oltreché in Tirolo e in altre zone d'Italia e Austria) i Lurngau, conti di Gorizia, centro abitato nato agli albori del secondo millennio a ridosso di una regione abitata prevalentemente da genti slave. Queste ultime, presenti in zona fin da epoca bizantina e longobarda, si diffusero, nei secoli successivi, in quasi tutti i territori che poi avrebbero conformato la Venezia Giulia: Croati a sud, nell'Istria interna e orientale, oltre che nell'entroterra fiumano e nel Quarnero; Sloveni nell'estremo lembo settentrionale dell'Istria, nel Carso triestino e nel Friuli orientale. Fu, quella slava, un'immigrazione di carattere rurale che coinvolse solo marginalmente i centri abitati maggiori, popolati in massima parte da gruppi etnici autoctoni di origine italica o comunque romanica (veneti, friulani, dalmati, ecc.).

Situazione antecedente alle guerre napoleoniche in una mappa del 1794

Il passaggio della contea di Pisino agli Asburgo (1374), la libera associazione di Trieste alla casa d'Austria, (1382), l'incorporazione di Fiume agli Stati asburgici (1471), la cessione della Contea di Gorizia all'imperatore Massimiliano (1500), unitamente al dominio diretto di Venezia sulle isole del Quarnero e su tanta parte dell'Istria (affermatosi progressivamente fra il XII e il XV secolo), oltreché su alcune zone del Friuli orientale, fra cui Monfalcone (XV secolo), vennero sempre più a conformare due blocchi all'interno del futuro territorio giuliano: uno asburgico e l'altro, di dimensioni più contenute, veneto.
Tale suddivisione si protrasse fino agli ultimi anni del Settecento, quando, con il trattato di Campoformido (1797), anche le città e i territori veneti passarono all'Austria. Quest'ultima, circa vent'anni prima aveva ceduto Fiume all'Ungheria (1776-1779). In età napoleonica il nuovo ordine territoriale della regione fu temporaneamente sovvertito, ma nel 1814-1815 l'Austria rientrò in possesso di tutti i territori che avrebbero successivamente fatto parte della Venezia Giulia.
In tale ampio arco di tempo la composizione etnica e linguistica della popolazione che abitava la regione non subì trasformazioni sostanziali, con l'elemento italiano predominante in tutte le realtà urbane di una certa entità (Gorizia, Gradisca, Trieste, Capodistria, Pola, Fiume, ecc.) e quello slavo, maggioritario invece nei piccoli centri agricoli e nelle campagne, rafforzatosi ulteriormente in alcune zone, e in particolare nella penisola istriana, durante i primi due secoli dell'età moderna (sia per effetto dell'avanzata turca che a causa dei vuoti lasciati da alcune catastrofiche pestilenze. L'immigrazione di croati e sloveni, unitamente a quella di albanesi e di valacchi, fu all'epoca incoraggiata dalle autorità locali). Per quanto riguarda la componente germanica, impiegata soprattutto nella pubblica amministrazione e nell'esercito, subì un certo incremento nelle città in età teresiana e giuseppina, dovuto al processo di modernizzazione e burocratizzazione dello Stato austriaco, riuscendo a costituire gruppi minoritari di una certa consistenza a Trieste (6,20 % nel 1910), Gorizia e Pola.

### Una regione contesa
La questione relativa al nome delle terre ai confini fra il regno d'Italia e l'impero austriaco fu indicativa di una situazione nella quale si venivano radicalizzando le varie pulsioni nazionali.
|                                                                                     |  |
| 1. Il Regno d'Illiria (1822-1849) 2. La mappa delle terre slovene del Kozler (1848) |  |

Nei primi sessant'anni del XIX secolo l'Impero austriaco conobbe una serie di modificazioni territoriali, che si accompagnarono a varie modifiche di carattere costituzionale e amministrativo. All'interno delle terre definite successivamente da Graziadio Isaia Ascoli come Venezia Giulia, nel 1816 sul modello delle Province illiriche napoleoniche si decise la costituzione del Regno di Illiria (Königreich Illyrien), diviso in due governatorati con Lubiana e Trieste come capoluoghi. La Contea di Gorizia e Gradisca (Gefürstete Grafschaft Görz und Gradiska), le due Istrie (quella già veneziana e quella già asburgica) e le tre isole del Quarnaro - Veglia, Cherso e Lussino - fino a quel momento parti della Dalmazia storica, rientravano sotto la giurisdizione di Trieste. Nel 1825 i due circoli istriani vennero uniti in uno solo, con capoluogo Pisino. A quella data Gorizia, con l'Istria e Trieste, costituiva il Litorale (Küstenland) del Regno d'Illiria, che era completato a nord dai Ducati di Carinzia e di Carniola (Herzogthümer Kärnthen und Krain).
I rivolgimenti nazionali interni all'Impero si ripercossero anche in queste regioni: nel 1848 ad un risveglio nazionale di carattere italiano in Istria fece riscontro un contemporaneo risveglio nazionale sloveno, prevalentemente nei territori dei Ducati di Carinzia e di Carniola. Gli sloveni, popolazione maggioritaria del regno d'Illiria, proposero di includere all'interno dei confini del suddetto regno anche ampie parti della Stiria, in modo da unire tutte le terre considerate slovene in un'unica unità amministrativa. Il geografo sloveno Peter Kozler disegnò una mappa ("Mappa delle terre e regioni slovene" - Zemljovid Slovenske dežele in pokrajin), in base alla quale si sarebbero dovuti ridefinire i confini illirici in modo che potesse nascere un grande stato di nazionalità slovena. Egli inserì fra le terre slovene anche parti del Friuli orientale e l'intera costa adriatica fino a Monfalcone, prevedendo l'inserimento all'interno dei confini anche della zona di Grado. La mappa è tuttora considerata fra i massimi simboli del nazionalismo sloveno.

Nella nuova costituzione austriaca del 4 marzo 1849 queste terre vennero nuovamente chiamate Regno di Illiria (Königreich Illyrien, o anche Illirien), ma nel corso dello stesso anno - nell'ambito della fase neoassolutistica dell'Impero, che portò all'annullamento prima di fatto e poi di diritto della costituzione - il Regno d'Illiria venne abolito e sostituito da un sistema più articolato: vennero riformate le Province della Corona, le quali a loro volta furono inserite - per quanto riguarda quella che successivamente fu la parte austriaca dell'Impero - in quattordici Regni (Königreiche) e Regioni (Länder).
Il Litorale austriaco era una regione mistilingue: in base ai dati del censimento austriaco del 1910 si stima che le lingue prevalentemente usate dai suoi abitanti erano l’italiano (circa 400 000 parlanti), lo sloveno (circa 270 000 parlanti) ed il croato (circa 170 000 parlanti).
 Si creò così il Litorale Austro-Illirico (Österreichisch-Illyrische Küstenland), come mera suddivisione amministrativa, non dotata però di proprie istituzioni rappresentative se si esclude la presenza a Trieste - considerato capoluogo della regione - di un luogotenente imperiale con competenza sull'intero territorio: a partire dal 1861 - invece - le tre terre costituenti il Litorale ebbero ognuna un proprio parlamento locale (Dieta), nominato in base a regolari elezioni.
Tralasciando la limitata presenza tedesca nell'area, in senso generale si può affermare che nelle zone identificate da Ascoli come Venezia Giulia si svilupparono due diverse dimensioni nazionali: quella italiana e quella slava (slovena e croata), che nel tempo scatenarono un antagonismo a tutto campo, che comprese anche la definizione del nome geografico di queste terre di confine. Ciò si riflette anche sull'attuale nome ufficiale dei territori sloveni già facenti parte della Venezia Giulia italiana, chiamati Primorska (Litorale) e riprendendo quindi la definizione austriaca, nata nella prima metà del XIX secolo. Per motivi meramente statistici (senza quindi alcun valore amministrativo né geografico), questa parte della Slovenia oggi è divisa nelle due regioni statistiche del Goriziano sloveno (Goriška) e Carsico-litoranea (Obalno-kraška). Il nome storico di "Istria" in Slovenia ha quindi oggi solo una valenza storico-geografica.
Come conseguenza della terza guerra d'indipendenza italiana, che portò all'annessione del Veneto al Regno d'Italia, l'amministrazione imperiale austriaca, per tutta la seconda metà del XIX secolo, aumentò le ingerenze sulla gestione politica del territorio per attenuare l'influenza del gruppo etnico italiano temendone le correnti irredentiste. Durante la riunione del consiglio dei ministri del 12 novembre 1866 l'imperatore Francesco Giuseppe I d'Austria tracciò un progetto di ampio respiro mirante alla germanizzazione o slavizzazione dell'aree dell'impero con presenza italiana:
(Francesco Giuseppe I d'Austria, consiglio della Corona del 12 novembre 1866.)
Queste ingerenze, insieme ad altre azioni di favoreggiamento al gruppo etnico slavo ritenuto dall'impero più fedele alla corona, esasperarono la situazione andando ad alimentare le correnti più estremiste e rivoluzionarie.

### La prima definizione della Venezia Giulia
(Enciclopedia Treccani)

Le Tre Venezie

Fu quindi in tale complesso contesto storico e nazionale che il glottologo goriziano Graziadio Isaia Ascoli propose nel 1863 di adottare - in alternativa a Litorale Austriaco - la denominazione di Venezia Giulia. La proposta non aveva finalità irredentiste: Ascoli aveva piuttosto l'intenzione di marcare l'italianità culturale della regione.
Il nome derivava dalla Regio X, una delle regiones in cui Augusto divise l'Italia intorno al 7 d.C., successivamente indicata dagli storici come Venetia et Histria. Il suo territorio corrispondeva alle antiche regioni geografiche della Venezia e dell'Istria.
L'Ascoli divise il territorio della Regio X in tre parti (che dopo la prima guerra mondiale vennero definite "Tre Venezie"): la Venezia Giulia (Friuli orientale, Trieste, Istria, parti della Carniola e della Iapidia), la Venezia Tridentina (il Trentino e l'Alto Adige) e la Venezia Propria (Veneto e Friuli centro-occidentale). È da tener presente che nel momento in cui l'Ascoli suggeriva il nome Venezia Giulia tutte queste regioni facevano parte dell'impero d'Austria. La stessa Venetia et Histria era inoltre più vasta del territorio che l'Ascoli definiva con il termine di Venezie, comprendendo anche le attuali province lombarde di Brescia, Cremona e Mantova.
Ecco come l'Ascoli ripartì il territorio, identificando di conseguenza la Venezia Giulia:
(Graziadio Isaia Ascoli, "Le Venezie", 1863)
Gli irredentisti italiani non furono mai concordi sui territori che avrebbero dovuto essere oggetto delle rivendicazioni nazionali sul confine orientale. Per molti aderenti o futuri aderenti al movimento irredentista, e anche per alcune personalità politiche non ascrivibili a tale movimento (fra cui Giuseppe Mazzini e il liberale di idee moderate Ruggiero Bonghi), il Litorale Austriaco avrebbe dovuto entrare a far parte, interamente o nella sua quasi totalità, del giovane Regno d'Italia. Altri ritenevano invece che anche la Dalmazia costiera facesse parte delle "terre irredente". Le rivendicazioni più estreme di questi ultimi presero piede soprattutto a partire dall'ultimo ventennio del XIX secolo, ma furono politicamente fatte proprie dal Regno d'Italia solo negli anni che precedettero la Grande Guerra.

### Gli anni precedenti alla Grande Guerra

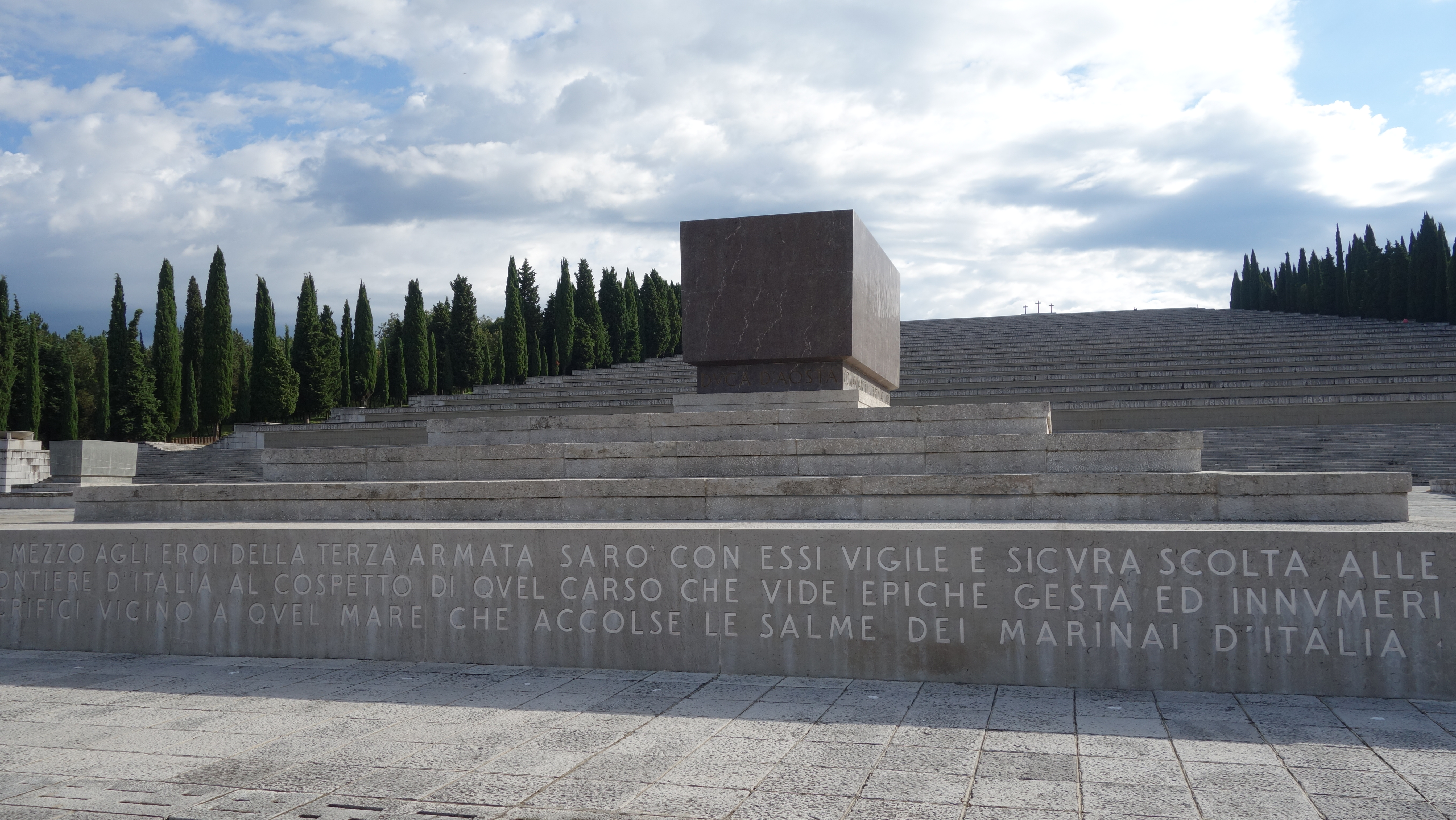
Il Sacrario militare di Redipuglia

La denominazione ascoliana non si impose tuttavia con immediatezza, anche se alcuni irredentisti iniziarono ad utilizzarla in conferenze e testi fin dagli anni ottanta dell'Ottocento. Tali territori furono infatti definiti, oltre che Venezia Giulia, in molte maniere: Litorale Veneto orientale, Litorale triestino, Litorale Veneto Istriano, Istria e Trieste, Litorale delle Alpi Giulie, Frontiera orientale e Regione Giulia.
Ai primi del Novecento la contrapposizione ideologica tra irredentisti italiani e lealisti asburgici (in massima parte appartenenti al gruppo etnico tedesco e a quelli sloveno e croato) iniziò ad esprimersi anche sotto un profilo terminologico: i secondi preferivano continuare ad usare la denominazione Litorale Austriaco, mentre i primi rivendicavano la legittimità della definizione di Venezia Giulia. Esemplare in questo senso è la diatriba tra il conte Attems - rappresentante del governo austriaco a Gorizia - e l'irredentista Gaetano Pietra. Il primo nel 1907 negava decisamente l'esistenza di una Regione Giulia:
Pietra si era opposto dicendo che:
Solo agli inizi del Novecento si venne sempre più imponendo la denominazione di Venezia Giulia. In Friuli la denominazione di Venezia Giulia non veniva avvertita negativamente, tant'è vero che la rivista udinese Pagine Friulane recensì in termini molto positivi la ristampa dell'opera del liberale Bonghi intitolata proprio Venezia Giulia. Se è vero che gran parte della classe dirigente friulana di allora non si oppose al nome Venezia Giulia, è però da ricordare che alcuni intellettuali friulani fin da quegli anni rivendicavano un'autonomia all'interno dello Stato italiano (o anche al di fuori di esso). Com'è noto, durante il ventennio fascista gli avvenimenti presero una piega che rese irrealizzabili non solo tali aspirazioni, ma anche lo sviluppo della vita democratica e delle libertà civili e politiche in tutta l'Italia.

### Periodo interbellico

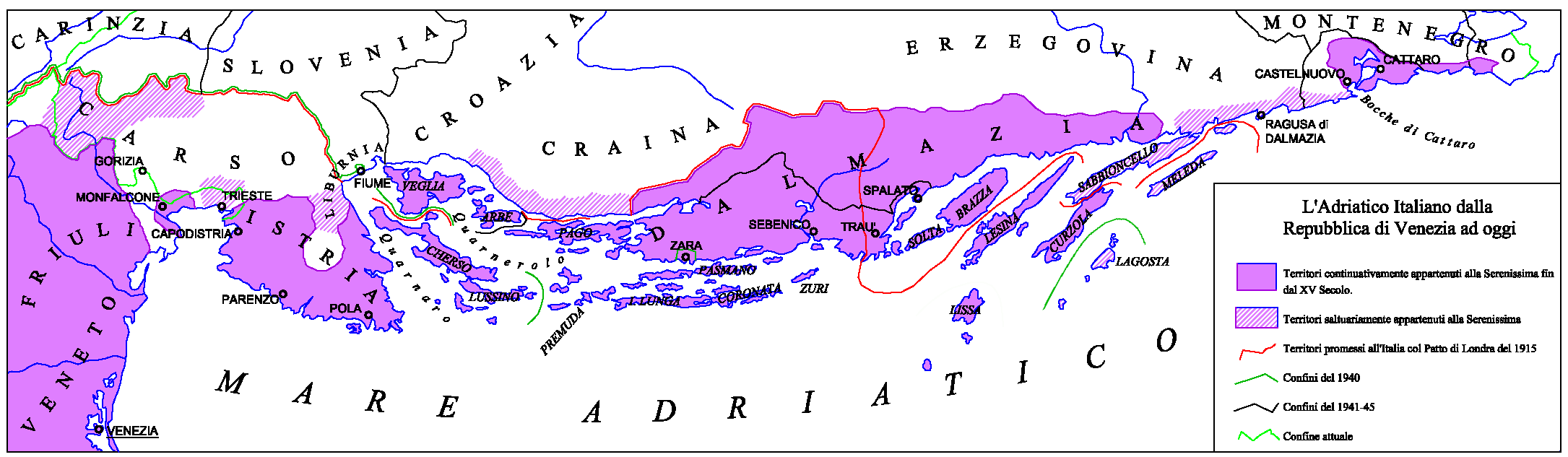
Cartina della Venezia Giulia e della Dalmazia con ii confini previsti dal Patto di Londra (segnati con la linea rossa) e quelli invece effettivamente ottenuti dal Regno d'Italia (segnati con la linea verde).
La minore estensione dei territori effettivamente ottenuti rispetto a quella dei territori rivendicati dal Regno d’Italia portò gli irredentisti italiani ad attribuire alla vittoria ottenuta dal Regno d’Italia nella prima guerra mondiale l’appellativo di "vittoria mutilata" — Tuttavia, nonostante ciò, il Regno d’Italia riuscì ad espandersi su un territorio abitato da circa _400000 italiani e da circa _480000 jugoslavi (sloveni e croati), mentre nei territori assegnati alla Jugoslavia rimasero non più di _15000 abitanti di lingua italiana

Al termine della prima guerra mondiale, considerata da taluni l'ultimo atto del risorgimento nazionale la denominazione di Venezia Giulia venne ad essere adottata in forma semiufficiale per designare tutti i territori ad est del Veneto precedentemente posti sotto sovranità austriaca e annessi dall'Italia. Questi comprendevano, oltre a tutto l'ex Litorale Austriaco (tranne il comune istriano di Castua e l'isola di Veglia, andati al Regno dei Serbi, Croati e Sloveni), alcune zone della Carniola (i distretti di Idria, Postumia, Villa del Nevoso e alcuni villaggi del Tarvisiano) e della Carinzia (la maggior parte della Val Canale), nonché in certi contesti la città dalmata di Zara. Il Tarvisiano e ad alcuni comuni della bassa friulana ex-austriaca (Cervignano, Aquileia, ecc.), furono però incorporati nella prima metà degli anni venti nella Provincia di Udine (anche se solo a partire dal 1925 iniziarono ad apparire in tutte le mappe ufficiali o semiufficiali e nelle rilevazioni statistiche come facenti parte di tale provincia), e vennero in tal modo a perdere, anche nell'immaginario collettivo, le proprie connotazioni giuliane, mentre Fiume, annessa al Regno d'Italia nel 1924 passò a formar parte a pieno titolo della Venezia Giulia. Il 5 giugno del 1921 il Regno d'Italia emetteva una serie di francobollo detta appunto Annessione della Venezia Giulia per commemorare tale avvenimento.

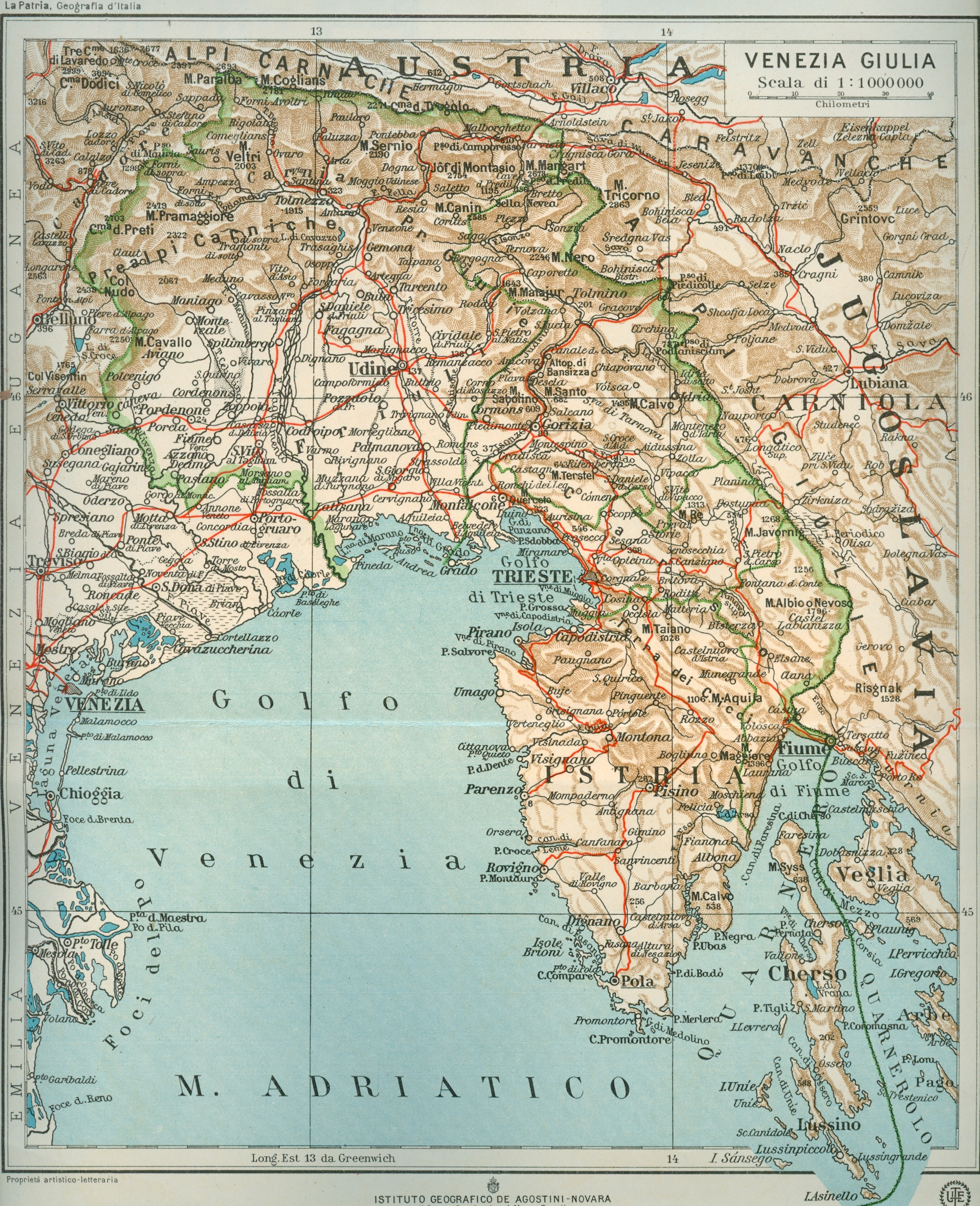
La Venezia Giulia all'interno dell'opera enciclopedica La Patria pubblicata sotto gli auspici della Reale Società Geografica Italiana (1928)

Anche durante il fascismo la denominazione di Venezia Giulia venne utilizzata inizialmente per designare l'insieme dei territori annessi all'Italia dopo la prima guerra mondiale lungo il confine con il Regno dei Serbi, Croati e Sloveni (successivamente divenuto Regno di Jugoslavia): una buona esemplificazione di questo concetto di Venezia Giulia è data dalle mappe pubblicate postume da Marinelli nel 1920 integrando manoscritti di Cesare Battisti. Tale territorio è la sommatoria di parti di diverse zone geografiche (Trieste, Istria, parte della sinistra idrografica del fiume Isonzo (nella ex Provincia di Gorizia, Carniola, ecc).
Nel corso dell'VIII Congresso Geografico Italiano (marzo-aprile 1921), venne votato all'unanimità un ordine del giorno - presentato dal geografo friulano Olinto Marinelli - con il quale si chiedeva che il nome di Venezia Giulia (o altro equivalente) avesse "d'ora innanzi a comprendere, oltre ai territori redenti, anche l'intero territorio friulano". Il nome proposto dal congresso fu "Regione Giulia", ritenendo quindi superata la denominazione ascoliana. A partire da questa determinazione, il nome Venezia Giulia andò quindi a identificare, per alcuni geografi, le province del Friuli (Udine), Gorizia, Trieste, Istria (Pola) e la Liburnia (Carnaro). Lo stesso avvenne anche nelle edizioni del Touring Club Italiano: si veda in tale proposito la mappa della Venezia Giulia - comprendente il Friuli - pubblicata dal TCI nel 1928. La Treccani, massima espressione della cultura italiana del tempo, non recepì tuttavia gli orientamenti della Reale Società Geografica Italiana e continuò ad inserire la Provincia del Friuli nel Veneto (Venezia Euganea). Allo stesso modo, anche l'Istituto Centrale di Statistica, nei suoi rilevamenti, considerò tale provincia, agli effetti statistici, come facente parte della Venezia Euganea.

Il termine Venezia Giulia come unità amministrativa provinciale fu adottato ufficialmente solo per un breve periodo (fra l'ottobre 1922 e il gennaio 1923, prima che iniziassero a funzionare le appena create province di Pola e di Trieste). In Italia le Regioni come enti autonomi furono infatti istituite con lo Statuto speciale per la Sicilia (1946), prima, e la Costituzione repubblicana (1948) poi. Anteriormente a tali date le Regioni erano solamente realtà geografico-fisiche e statistiche, dal momento che sul piano politico-amministrativo l'Italia riconosceva solo tre enti territoriali: Stato, Province e Comuni. Durante il periodo fascista il termine di Venezia Giulia si utilizzò diffusamente e nei più svariati contesti (geografici, storici, socioculturali, ecc.). L'impiego reiterato di tale termine venne associato dalle minoranze etniche slovene e croate presenti sul territorio (e apertamente perseguitate dal regime) ad un evidente tentativo di cancellare anche nominalmente la propria presenza dalla Regione. 

### La questione etnica
L’annessione del Litorale Austriaco e di altri territori dell’Impero austro-ungarico, in base al Trattato di Rapallo (1920), costrinse le autorità del Regno d’Italia ad affrontare un nuovo problema politico conseguente al fatto che i nuovi territori, oltre ad essere abitati da una popolazione di lingua italiana, erano abitati da una popolazione slovena e da una popolazione croata. 
L’annessione al Regno d’Italia dei territori storicamente abitati dalla popolazione slovena e quella croata provocò profonde modifiche nella composizione etnica dell’area giuliana. Tali cambiamenti sono chiaramente rappresentati dal confronto dei dati del censimento eseguito dall’amministrazione austro-ungarica nel 1910 e quelli rilevati dal censimento eseguito 1921 dall’amministrazione del Regno d’Italia. Le differenze dipendono in parte ai diversi criteri di rilevazione addottati nei due censimenti.
| Ripartizione secondo alla lingua d'uso della popolazione nella Venezia Giulia (città di Fiume esclusa)* in base ai censimenti del 1910 e del 1921 | Ripartizione secondo alla lingua d'uso della popolazione nella Venezia Giulia (città di Fiume esclusa)* in base ai censimenti del 1910 e del 1921 | Ripartizione secondo alla lingua d'uso della popolazione nella Venezia Giulia (città di Fiume esclusa)* in base ai censimenti del 1910 e del 1921 | Ripartizione secondo alla lingua d'uso della popolazione nella Venezia Giulia (città di Fiume esclusa)* in base ai censimenti del 1910 e del 1921 | Ripartizione secondo alla lingua d'uso della popolazione nella Venezia Giulia (città di Fiume esclusa)* in base ai censimenti del 1910 e del 1921 | Ripartizione secondo alla lingua d'uso della popolazione nella Venezia Giulia (città di Fiume esclusa)* in base ai censimenti del 1910 e del 1921 | Ripartizione secondo alla lingua d'uso della popolazione nella Venezia Giulia (città di Fiume esclusa)* in base ai censimenti del 1910 e del 1921 | Ripartizione secondo alla lingua d'uso della popolazione nella Venezia Giulia (città di Fiume esclusa)* in base ai censimenti del 1910 e del 1921 | Ripartizione secondo alla lingua d'uso della popolazione nella Venezia Giulia (città di Fiume esclusa)* in base ai censimenti del 1910 e del 1921 | Ripartizione secondo alla lingua d'uso della popolazione nella Venezia Giulia (città di Fiume esclusa)* in base ai censimenti del 1910 e del 1921 | Ripartizione secondo alla lingua d'uso della popolazione nella Venezia Giulia (città di Fiume esclusa)* in base ai censimenti del 1910 e del 1921 | Ripartizione secondo alla lingua d'uso della popolazione nella Venezia Giulia (città di Fiume esclusa)* in base ai censimenti del 1910 e del 1921 | Ripartizione secondo alla lingua d'uso della popolazione nella Venezia Giulia (città di Fiume esclusa)* in base ai censimenti del 1910 e del 1921 | Ripartizione secondo alla lingua d'uso della popolazione nella Venezia Giulia (città di Fiume esclusa)* in base ai censimenti del 1910 e del 1921 |
| | italiano | % | sloveno | % | croato | % | tedesco | % | altra lingua | % | stranieri | % | TOTALE |
| --- | --- | --- | --- | --- | --- | --- | --- | --- | --- | --- | --- | --- | --- |
| Censimento austriaco 1910 Litorale austriaco (senza l'isola di Veglia) e “Carniola occidentale” | 355329 | 38 | 318435 | 34 | 150734 | 18 | 32547 | 3 | 4437 | | 67209 | 7 | 928691 |
| Censimento italiano 1921 Venezia Giulia (città di Fiume esclusa) | 530180 | 58 | 258944 | 28 | 92800 | 10 | 4185 | | 1644 | | 32234 | 4 | 919987 |
| *Nota: La città di Fiume non fu considerata nel censimento del 1921, poiché assegnata all'Italia successivamente, nel 1924 in base al Trattato di Roma (1924). Secondo il censimento austro-ungarico, nel 1910 la città contava 49806 abitanti, di cui 23283 di lingua italiana. . | | | | | | | | | | | | | |

La politica fascista di italianizzazione forzata delle terre di recente conquista provocò l'emigrazione di un gran numero di tedeschi, sloveni e croati. Molti militari e funzionari pubblici, fra cui la quasi totalità degli insegnanti di lingua slovena e croata furono licenziati o allontanati in vario modo e sostituiti da italiani. L'emigrazione del bracciantato agricolo, dal resto d'Italia alla Venezia Giulia, fu irrilevante, mentre un certo numero di lavoratori dell'industria e di portuali trovarono impiego nei cantieri di Monfalcone, nella zona industriale di Trieste e nei porti di Trieste, di Pola e (successivamente) di Fiume.

### Seconda guerra mondiale

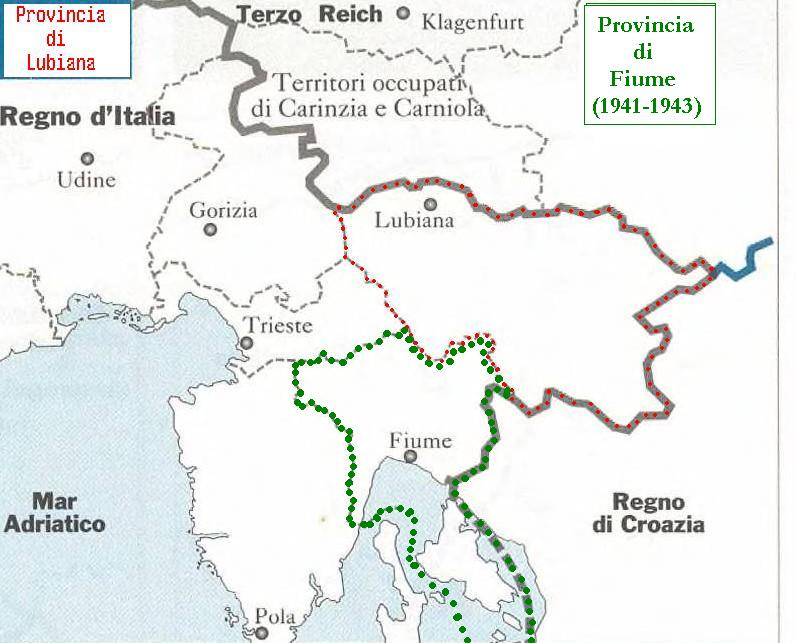
LINEA CONTINUA GRIGIA: limite orientale dei territori occupati dall’Italia in seguito all’invasione della Jugoslavia (1941-1943);
LINEA PUNTEGGIATA VERDE: confini della provincia di Fiume;
LINEA PUNTEGGIATA ROSSA: confini della provincia di Lubiana.

Durante la seconda guerra mondiale, dopo l'invasione della Jugoslavia nell'aprile 1941 da parte dell'Italia e della Germania, la Provincia di Fiume venne ingrandita e la Venezia Giulia si accrebbe dell'entroterra fiumano.
Come conseguenza dello smembramento della Jugoslavia nel 1941 si modificarono (e crearono) le seguenti Province del "Compartimento statistico della Venezia Giulia":
- la provincia del Carnaro (1924-1947) comprendeva Fiume, la Liburnia (con la città di Abbazia) e l'alta valle del Timavo (con la città di Villa del Nevoso). Dopo il 1941 la sua superficie verrà ampliata con l'inclusione di tutto l'entroterra orientale di Fiume, arrivando anche a comprendere le isole di Veglia e Arbe e la città di Buccari. Faceva parte del "Compartimento statistico della Venezia Giulia".
- la provincia di Lubiana (1941-1943) comprendeva la Slovenia centro-meridionale e aveva, essendo abitata da sloveni, come lingue ufficiali l'italiano e lo sloveno. Fu inclusa nel "Compartimento statistico della Venezia Giulia".
- la provincia di Zara (1920-1947) che comprendeva fino al 1941: il comune di Zara, e le isole di Cazza e Lagosta (distanti 200 km da Zara), Pelagosa (distante 250 km da Zara) e l'isola di Saseno, di fronte all'Albania a ben 525 km da Zara e faceva parte del "Compartimento statistico della Venezia Giulia". Dal 1941 al 1943 la provincia comprendeva Zara e il suo entroterra, più le isole davanti a Zara che passarono sotto sovranità italiana, divenendo parte, assieme alle province di Spalato e Cattaro, del Governatorato della Dalmazia.

Dopo l'Armistizio di Cassibile, nel settembre 1943, la Venezia Giulia fu occupata dai nazisti e inserita nella Zona d'operazioni del Litorale adriatico (Operationszone Adriatisches Küstenland), alle dirette dipendenze del gauleiter di Carinzia Friedrich Rainer.
Nel novembre dello stesso anno il Consiglio antifascista di liberazione popolare della Jugoslavia deliberò l’annessione alla Jugoslavia dei territori, assegnati all’Italia dopo la prima guerra mondiale (tra cui la regione giuliana) e abitati da oltre 400 000 jugoslavi (sloveni e croati). In base a tale deliberazione, fatta dal massimo organo politico del movimento di liberazione delle nazioni jugoslave, le formazioni partigiane slovene e croate estesero la propria attività di guerriglia anche a quella parte della Zona d'operazioni del Litorale adriatico, di cui faceva parte la regione giuliana. Con tale decisione fu riaperta la questione della definizione del confine tra l’Italia e la Jugoslavia fino ad allora stabilita dal trattato di Rapallo (1920), violato dall’Italia nel 1941 con l’invasione della Jugoslavia. Le azioni di guerriglia partigiana furono per molto tempo efficacemente contrastate dai tedeschi e dalle collaboranti formazioni militari e di polizia italiane, che fecero ricorso all'esercizio estremo della violenza. Per molto tempo i partigiani sloveni e croati subirono pesanti perdite, e l’unico risultato da essi ottenuto fu inizialmente quello di impegnare consistenti forze militari tedesche, impedendo il loro utilizzo su altri fronti. Verso la fine del conflitto la presenza sul territorio delle formazioni partigiane fu però determinante nella liberazione dalla occupazione nazista di Trieste, Gorizia, Pola e Fiume, città che furono strappate al dominio degli occupatori nazisti nei primi giorni del maggio 1945 con le concomitanti offensive lanciate dal IX Korpus sloveno, dalla 4ª armata dell’Esercito jugoslavo, e dalle avanguardie della seconda divisione neozelandese, nella cosiddetta corsa per Trieste. Le zone, che venivano progressivamente sottratte al dominio nazifascista e conquistate dai partigiani jugoslavi, furono teatro di cruente violenze postbelliche, note come massacri delle foibe, che provocarono molte centinaia di vittime.

### La questione giuliana
Alla fine della Seconda guerra mondiale la questione della Venezia Giulia fu oggetto di attenzioni internazionali, essendo le province di Zara, Pola, Fiume, Gorizia e Trieste (nonché parti della provincia di Udine) reclamate dalla Jugoslavia in quanto considerate "terre slave". In questo contesto si inserisce anche la nascita della definizione slovena Julijska krajina. In realtà già durante il ventennio fascista questo nome fu molto utilizzato dagli sloveni e croati dei territori annessi all'Italia, nelle denominazioni delle loro organizzazioni. Così ad esempio, nel 1932, l'associazione degli esuli sloveni e croati in Jugoslavia fu denominata "Unione degli emigranti jugoslavi dalla Julijska krajina". Questa definizione non è, come spesso si crede, la traduzione slovena di "Venezia Giulia", mancando la parola "Venezia": è invece un nome creato dagli sloveni in alternativa all'osteggiato "Venezia Giulia".
     Zona A del TLT;
     Zona B del TLT.
Dopo gli accordi di Belgrado del 9 giugno 1945, il 12 giugno il territorio giuliano fu suddiviso in due zone di occupazione militare separate dalla cosiddetta linea Morgan: la “Zona A”, che includeva Tarvisio, Gorizia, Trieste e l’exclave di Pola, fu affidata all’amministrazione anglo-americana, e la “Zona B” assegnata all’amministrazione jugoslava.
Nel 1947, con gli accordi di pace di Parigi, il territorio giuliano fu diviso in tre parti: 
- la parte occidentale, comprendente Tarvisio, Gorizia e Monfalcone, fu assegnata all'Italia;
- la parte centrale, comprendente Trieste, Muggia, Capodistria, Buie, Umago e Cittanova furono destinate a costituire il Territorio Libero di Trieste (TLT), diviso in due zone, denominate Zona A del TLT e Zona B del TLT, affidate all'amministrazione militare rispettivamente alleata e jugoslava;
- la parte orientale, comprendente il residuo territorio delle ex province di Gorizia, di Trieste, e di Pola, nonché l’intera ex provincia di Fiume furono assegnate alla Jugoslavia.

Nel 1954, in base al Memorandum di Londra, la Zona A del TLT passò dall'amministrazione militare alleata all'amministrazione civile italiana, mentre la Zona B del TLT, passò dall'amministrazione militare all'amministrazione civile jugoslava.
La diatriba tra Italia e Jugoslavia per la definizione della linea di confine definitiva tra i due stati si risolse con il trattato di Osimo, del 10 novembre 1975. 
     Aree annesse all'Italia nel 1920 trattato di Rapallo e rimaste italiane anche dopo il 1947
     Aree annesse all'Italia nel 1920, passate al Territorio Libero di Trieste nel 1947 con i trattati di Parigi, e assegnate definitivamente all'Italia nel 1975 con il trattato di Osimo
     Aree annesse all'Italia nel 1920, passate al Territorio Libero di Trieste nel 1947 con i trattati di Parigi, e assegnate definitivamente alla Jugoslavia nel 1975 con il trattato di Osimo
     Aree annesse all'Italia nel 1920 con il trattato di Rapallo(con successivi ritocchi del confine nel 1924 in seguito al trattato di Roma) e che fu poi ceduto alla Jugoslavia nel 1947 con i trattati di Parigi
Dopo la seconda guerra mondiale gran parte dei territori acquisiti dall'Italia dopo la prima guerra mondiale passò a Slovenia e Croazia, che allora facevano parte della Jugoslavia - all'Italia rimase la bassa valle dell'Isonzo con la città di Gorizia e la città di Trieste con la parte costiera della Provincia di Trieste (istituita con regio decreto n. 1353 del 17 ottobre 1922). In quel periodo si verificò l'emigrazione massiccia del gruppo etnico italiano (270.000 profughi circa secondo le stime del Ministero degli esteri italiano, 250.000 secondo le stime dell'Opera Profughi, 190.000 secondo gli studi condotti in Slovenia e Croazia, 301.000 secondo recenti studi storico-statistici), dovuta sia alle persecuzioni titine che ad altre cause, non ultime quelle di indole economica e sociale. Anche un certo numero di croati e di sloveni abbandonò la Venezia Giulia annessa e/o amministrata dalla Jugoslavia perché contrari al regime dittatoriale instaurato da Tito.
La parte della regione storico-geografica della Venezia Giulia, oggi facente parte della Slovenia, nel 2002 contava 270 824 abitanti , di cui circa 3 200 di madrelingua italiana, concentrati prevalentemente nei comuni di Pirano, Isola, Capodistria ed Ancarano, dove la lingua italiana è considerata co-ufficiale a quella slovena.
La parte della regione storico-geografica della Venezia Giulia, oggi facente parte della Croazia, nel 2001 contava circa 510 000 abitanti, di cui circa 18 000 di madrelingua italiana, concentrati prevalentemente nei comuni rivieraschi dell’Istria e del Litorale Quarnerino, in cui la lingua italiana risulta tutelata da apposite norme di tutela.

### Dalla nascita della Repubblica Italiana ad oggi
Con la fine della Seconda guerra mondiale e la costituzione della Repubblica Italiana, il nome Venezia Giulia fu utilizzato per la prima volta in una denominazione amministrativa ufficiale. Infatti la Costituzione repubblicana previde la creazione della Regione Autonoma Friuli-Venezia Giulia, nata dall'unione della Provincia di Udine (che allora comprendeva anche la Provincia di Pordenone, istituita solo nel 1968) con quello che rimaneva all'Italia delle terre conquistate alla fine della Prima guerra mondiale.
Il nome venne proposto dal deputato friulano Tiziano Tessitori, come alternativa alla denominazione Regione giulio-friulana e Zara, proposta dal triestino Fausto Pecorari dopo che la II Sottomissione della Costituente il 18 dicembre 1946 approvò la nascita della Regione Friulana (composta dalle provincie di Udine e Gorizia).
La decisione di costituire una regione che contenesse anche la denominazione "Venezia Giulia" e che fosse retta da uno speciale statuto di autonomia, rispose a una duplice motivazione: da un lato si intendeva dare attuazione al dettato del Trattato di pace, per cui "per le minoranze etniche sono da accordarsi delle garanzie", dall'altra si voleva indicare - anche simbolicamente - la speranza che Trieste e l'Istria venissero assegnate all'Italia, in un'auspicata revisione delle clausole del Trattato stesso.
Questa denominazione innescò per la prima volta nella storia una tensione tra la fazione autonomistica dei friulani (che reclamavano una regione esclusivamente propria) e Trieste. Tale tensione (che si acuì nei primi anni sessanta quando la Regione Autonoma Friuli-Venezia Giulia venne effettivamente costituita) si tradusse anche nell'opposizione da parte di alcuni esponenti friulani alla legittimità storica dell'uso del termine Venezia Giulia e in divergenze di pensiero sulla delimitazione dei due territori. Per i friulani - infatti - la Venezia Giulia attualmente corrisponderebbe alla sola provincia di Trieste, mentre per i triestini, invece, essa includerebbe anche la parte a sinistra dell'Isonzo della ex Provincia di Gorizia. Va pertanto sottolineato che le due entità storico-territoriali possono considerarsi, almeno secondo alcune accezioni, parzialmente sovrapposte.
Oggi, quindi, la Venezia Giulia è per molti quanto rimane del Territorio Libero di Trieste assegnato all'Italia alla fine della seconda guerra mondiale e, secondo un'opinione diffusa, anche di parte di quella di Gorizia (quella alla sinistra del fiume Isonzo, e cioè la Bisiacaria), che pur faceva anticamente parte del Friuli storico. Per quanto riguarda Grado e Marano Lagunare, la loro appartenenza alla Venezia Giulia è oggetto di discussioni. Pur essendo infatti i due centri venetofoni, (Grado è la patria del massimo poeta italiano in lingua veneta del Novecento, Biagio Marin), furono anch'essi secolarmente legati al Friuli e allo stato patriarcale di Aquileia.
A partire dal 1º gennaio 2023, con l'entrata della Croazia nell'area Schengen, per la prima volta dopo quasi ottanta anni scompare di fatto ogni barriera all'interno della Venezia Giulia tra le aree italiana, slovena e croata, e tutti gli abitanti della regione possono dirsi allo stesso modo cittadini europei.

### Cronologia (1866-1975)
Gli spostamenti del confine orientale d’Italia hanno originato anche variazioni del numero degli appartenenti alle varie comunità linguistiche presenti nell'area giuliana.
La vittoria ottenuta nella prima guerra mondiale consentì al Regno d’Italia di estendere la sua sovranità oltre il precedente confine (v. linea confinaria di colore arancione sulla carta etnica pubblicata nel 1917 dall’Istituto Geografico De Agostini) su tutta l’area giuliana e congiungere alla propria nazione quasi l'intera popolazione di lingua italiana, fino ad allora presente sul territorio dell’Impero austro-ungarico. Contemporaneamente però si determinò all’interno del Regno d’Italia una significativa estensione dell’isola linguistica slovena (fino ad allora estesa solo alla Benecia, alla quale si affiancò inoltre una ulteriore isola linguistica croata.
La sconfitta subita dal Regno d’Italia nella seconda guerra mondiale provocò la perdita di quasi tutti i territori conquistati nella prima guerra mondiale. Dopo anni di trattative con gli Alleati e la Jugoslavia, l’Italia riuscì a conservare la sovranità solo sulla Benecia e su parte delle provincie di Gorizia e Trieste, il che determinò la formazione delle odierne isole linguistiche italiane in Slovenia e in Croazia, e le isole linguistiche slovene in Benecia e nelle periferie delle città di Gorizia e Trieste.
- 12 novembre 1866 - In seguito alla cessione indiretta (tramite Francia) del Veneto al Regno d'Italia il parlamento austriaco, sotto indicazione dello stesso imperatore Francesco Giuseppe I, tracciò un progetto di ampio respiro in cui l'elemento italiano (giudicato sovversivo ed inaffidabile) presente nei territori dell'impero, compresa la Venezia Giulia, doveva essere boicottato con ogni mezzo da parte delle strutture imperiali a vantaggio dell'elemento di etnia tedesca e slava.
- 21 agosto 1913 - Il luogotenente asburgico di Trieste, il principe Konrad Hohenlohe, (quasi 1 anno prima dello scoppio della guerra) emana i decreti “contro le ingerenze straniere”, i quali imponevano il licenziamento di tutti gli Italiani che lavorassero per il Comune di Trieste e la successiva espulsione dal territorio austriaco.
- 26 aprile 1915 - L'Italia firma il Patto di Londra. Il patto prevedeva l'entrata in guerra dell'Italia contro l'Austria Ungheria in cambio di ampliamenti territoriali nell'Adriatico orientale. Si trattava di un patto segreto che non prevedeva l'annessione della città di Fiume.
- 23 maggio 1915 - La sede del quotidiano "Il Piccolo" venne distrutta dall'incendio appiccato da un gruppo di "filoaustriaci" che manifestavano alla notizia della dichiarazione di guerra dell'Italia all'Austria, gli stessi successivamente devastarono i locali della Società Ginnastica Triestina e della Lega Nazionale.
- 24 maggio 1915 - L'Italia entra in guerra contro l'Austria. L'Istria, Trieste e la Contea di Gorizia e Gradisca fanno parte del territorio amministrativo austriaco del Litorale Adriatico, Fiume è corpus separatum sotto sovranità ungherese. Oltre duemila irredentisti giuliani, dalmati e trentini disertano l'esercito austriaco per arruolarsi nell'esercito italiano (tra questi Nazario Sauro, Cesare Battisti, Francesco Rismondo, Damiano Chiesa e Fabio Filzi);
- 4 novembre 1918 - L'Austria Ungheria firma l'armistizio con l'Italia che occupa i territori assegnatile dal Patto di Londra.
- 12 settembre 1919 - 25 dicembre 1920 - D'Annunzio occupa Fiume partendo con 7.000 volontari da Ronchi, instaurando la Reggenza italiana del Carnaro.
- 13 luglio 1920 - inizio degli atti di violenza anti-slava da parte delle Squadre d'azione fasciste (incendio del Narodni dom)
- 12 novembre 1920 - Trattato di Rapallo tra l'Italia e il Regno dei Serbi, Croati e Sloveni: il trattato assegna all'Italia tutto l'ex Litorale Adriatico (escluso il comune istriano di Castua e l'isola di Veglia), la parte occidentale della Carniola (Postumia, Idria, Villa del Nevoso, Vipacco, Sturie), Zara e le isole di Lagosta e Pelagosa. Fiume è dichiarata città libera;
- 24 - 29 dicembre 1920 - Nel cosiddetto Natale di Sangue le truppe regolari dell'esercito italiano guidate dal generale Enrico Caviglia espellono D'Annunzio e i suoi legionari dalla città di Fiume; viene instaurato lo Stato libero di Fiume, previsto dal Trattato di Rapallo;
- 20 marzo 1921 - Le terre assegnate all'Italia dal Trattato di Rapallo vengono ufficialmente annesse;
- 15 maggio 1921 - Fatti di Maresego, primo scontro violento tra i fascisti e la locale popolazione slava in Istria (cinque morti);
- 19 gennaio 1922 - Viene creato in Istria il comune di Valdarsa, l'unico comune dell'Istria abitato da istrorumeni che raggiunse i 3.000 abitanti nel 1942;
- 28 ottobre 1922 - Marcia su Roma e ascesa al potere del fascismo;
- 7 novembre 1922 - Un decreto sopprime i commissari delle nuove province; verranno create le province di Gorizia, di Trieste, di Pola, di Zara e, successivamente, di Fiume;
- 23 dicembre 1923 - La Riforma Gentile sopprime lo sloveno e il croato come lingua di insegnamento nelle scuole;
- 1924 - Patti di Roma tra Mussolini e lo jugoslavo Nikola Pašić: lo Stato libero di Fiume viene diviso: i due terzi dello Stato passano all'Italia, il resto (l'entroterra e la zona portuale di Porto Baros) al Regno dei Serbi, Croati e Sloveni;
- 1926 - Il territorio di Cervignano del Friuli passa dalla provincia di Gorizia alla provincia di Udine;
- 1927 - Vengono italianizzati i cognomi di origine non-italiana (slava e tedesca); dissolvimento delle ultime organizzazioni slave;
- 1927 - Nasce l'organizzazione antifascista e irredentista sloveno-croata TIGR, che intraprende una lotta armata contro il regime;
- 1928 A partire dall'anno scolastico 1928-1929 viene sancito l'obbligo di impartire le lezioni presso tutti gli Istituti pubblici di ogni ordine e grado esclusivamente in lingua italiana. L'italianizzazione dell'istruzione spinge molti insegnanti di madrelingua slovena o croata ad emigrare in Jugoslavia.
- 11 febbraio 1929 - In seguito alla firma dei Patti Lateranensi l'italianizzazione si diffonde anche nel campo ecclesiastico: rimozione dell'arcivescovo di Gorizia Francesco Borgia Sedej (1931) e del vescovo di Trieste Luigi Fogàr (1936), entrambi contrari alle politiche di snazionalizzazione di sloveni e croati.
- 9 settembre 1930 - Il Primo processo di Trieste si conclude con la condanna a morte per atti terroristici di quattro antifascisti sloveni da parte del Tribunale speciale per la difesa dello Stato;
- 10 giugno 1940 - L'Italia entra nella seconda guerra mondiale;
- 6 aprile 1941 - Invasione della Jugoslavia da parte delle truppe dell'Asse; l'Italia ottiene la Carniola Inferiore ("Provincia di Lubiana"), la parte costiera della Dalmazia centrale, la maggioranza delle isole dalmate e le Bocche di Cattaro. All'Italia viene inoltre conferito il protettorato sul Montenegro, e ad un membro della casa Savoia - Aimone d'Aosta - viene offerta la corona del Regno di Croazia; infine, quasi tutto il Kosovo e la parte occidentale della Macedonia jugoslava passano all'Albania.
- 14 dicembre 1941 - Il Secondo processo di Trieste si conclude con la condanna a morte di quattro antifascisti sloveni, l'imprigionamento e il confino di numerosi antifascisti sloveni e croati, sempre per reati connessi al terrorismo;
- inizio 1942 - Graduale diffusione del movimento partigiano sloveno nel Goriziano e, successivamente, sul Carso;
- inizio 1943 - Prime azioni partigiane in Istria;
- 8 settembre 1943 - Il Regno d'Italia esce sconfitto dalla seconda guerra mondiale; nell'Istria centro-meridionale si verificano i primi casi di violenza contro civili italiani; l'esercito del Terzo Reich occupa l'intera Venezia Giulia, integrandola nella zona di operazione del Litorale Adriatico, che diventa teatro di una feroce guerra partigiana;
- settembre e ottobre 1943 - Vengono scoperte dalla Wehrmacht le prime foibe;
- 31 ottobre 1944 - Zara è la prima città italo-dalmata a venire occupata dai partigiani jugoslavi;
- 1º maggio 1945 - La massima parte della Venezia Giulia viene occupata dall'esercito jugoslavo. Parti delle province di Gorizia e di Trieste vengono liberate dagli Alleati, ma i due capoluoghi sono saldamente in mano ai partigiani jugoslavi (entrati a Trieste ancor prima delle truppe neozelandesi del generale Freiberg). Stessa sorte per Fiume e per la città di Pola, che però sarà successivamente consegnata da Tito agli anglo-americani, che a loro volta la riconsegneranno alla Jugoslavia nel 1947;
- estate 1945 - In alcune zone della Venezia Giulia (e particolarmente in quelle sotto controllo alleato) si iniziano a riportare alla luce i cadaveri di molti infoibati;
- 9 giugno 1945 - Firma del trattato di Belgrado, istituzione della linea Morgan[55];
- 10 febbraio 1947 - L'Italia firma il Trattato di pace con gli Alleati, nel quale è prevista la cessione della maggior parte della Venezia Giulia, ad esclusione di parti della provincia di Gorizia. Viene creato il TLT costituito da territori facenti parte delle provincie di Trieste e di Pola. Tale territorio verrà suddiviso in due zone: la Zona A, amministrata da un governo militare alleato, e la Zona B, sotto controllo jugoslavo;
- 5 ottobre 1954 - Con il Memorandum di Londra l'Italia torna ad amministrare la zona A del TLT, incorporandola di fatto nel proprio territorio nazionale. Anche la Jugoslavia, che già amministra dal 1947 la zona B, procede ad annetterla de facto nel proprio Stato;
- 10 novembre 1975 - Con il trattato di Osimo l'Italia e la Jugoslavia si riconoscono mutuamente de jure la piena sovranità sulle rispettive zone amministrate, appartenenti precedentemente al Territorio Libero di Trieste. I confini fra i due paesi, sanciti il 5 ottobre 1954 dal Memorandum di Londra, vengono dichiarati pertanto definitivi. Con il trattato di Osimo viene sancita ufficialmente la perdita, da parte dell'Italia, di oltre il 90% del territorio giuliano.
- 1 gennaio 2023 - Con l'ingresso della Croazia in area Schengen viene nuovamente eliminata, dopo quasi ottant'anni, ogni forma di barriera tra stati all'interno della Venezia Giulia.

## Società

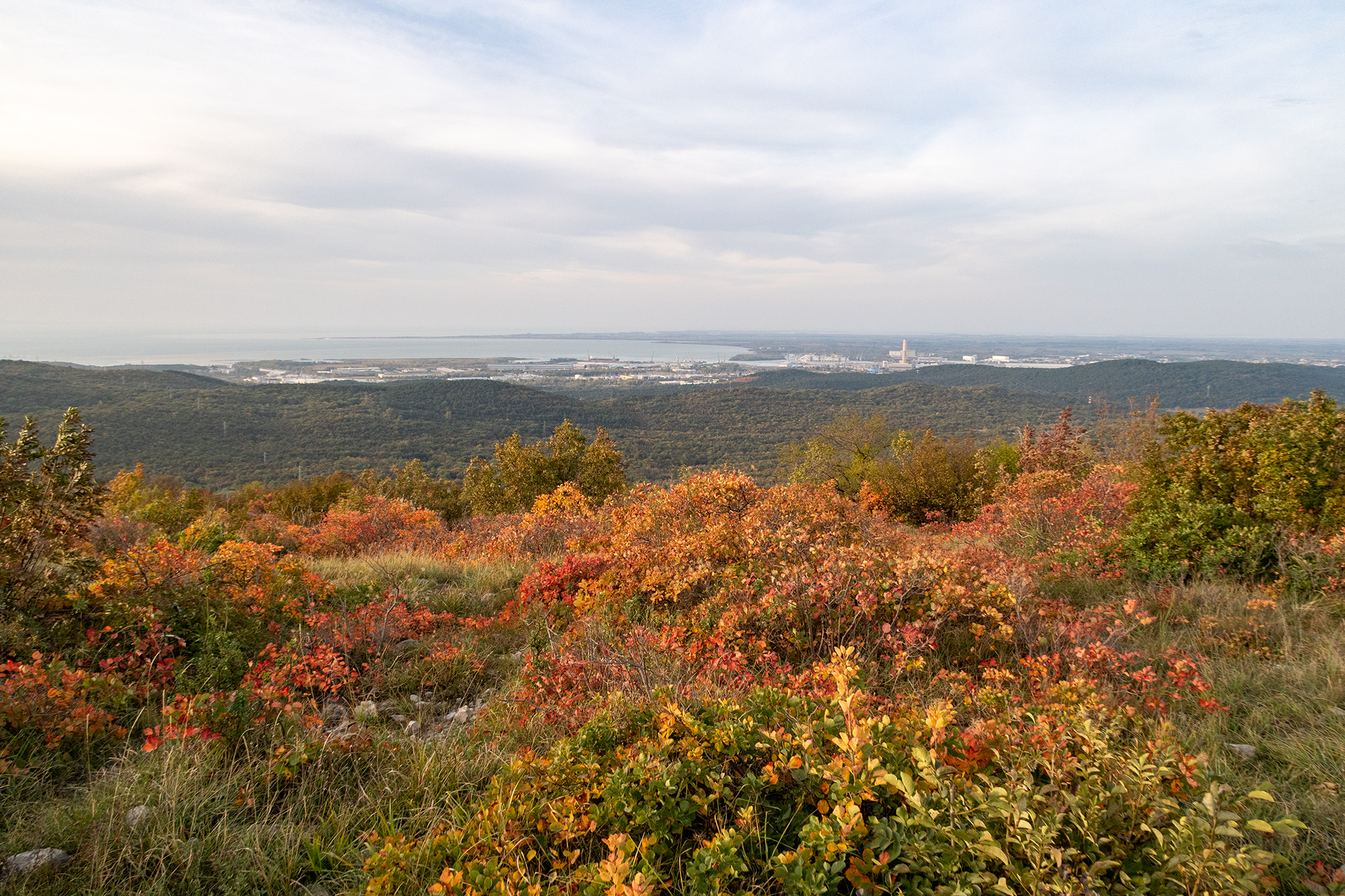
Bisiacaria
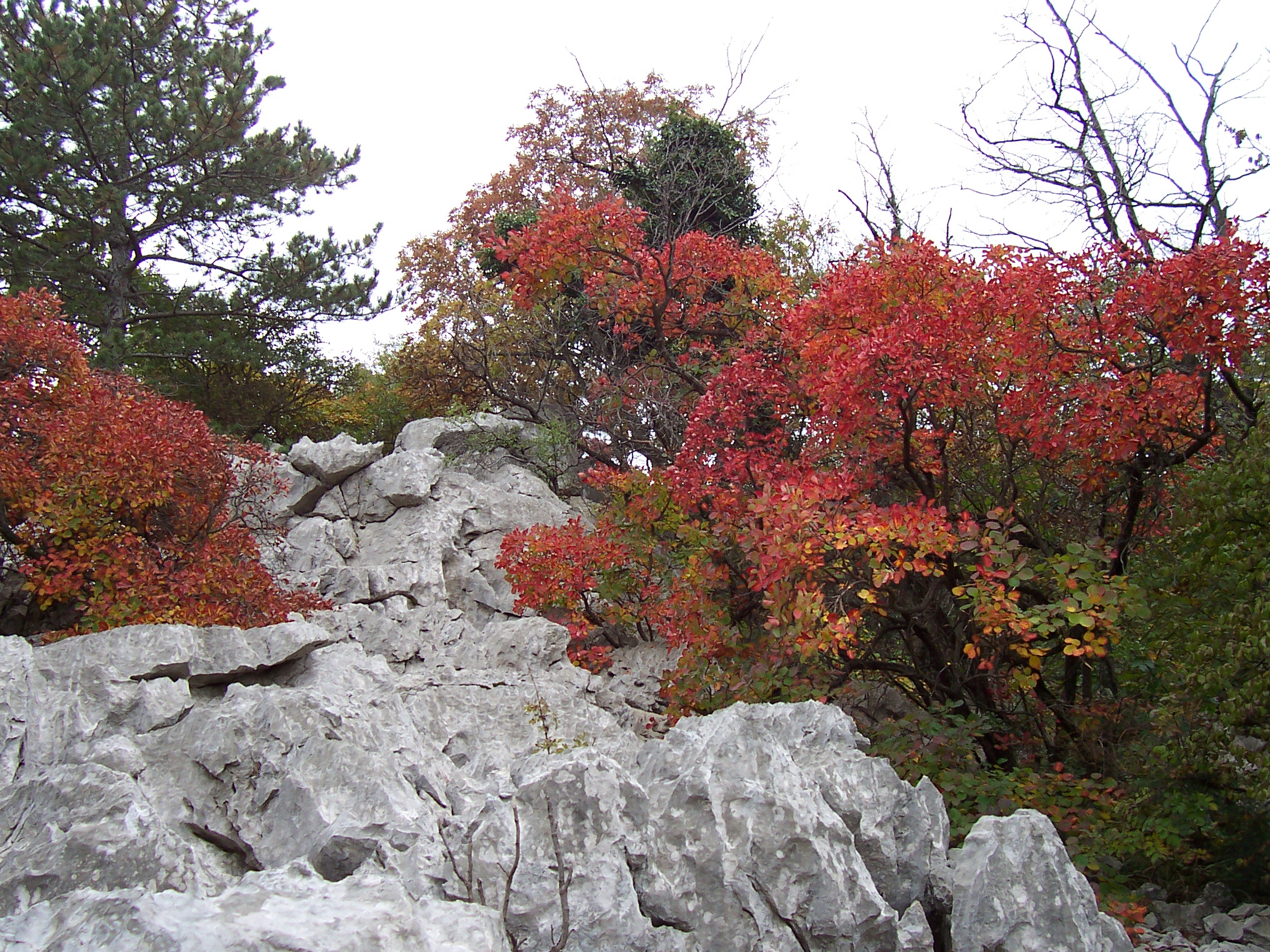
Carso
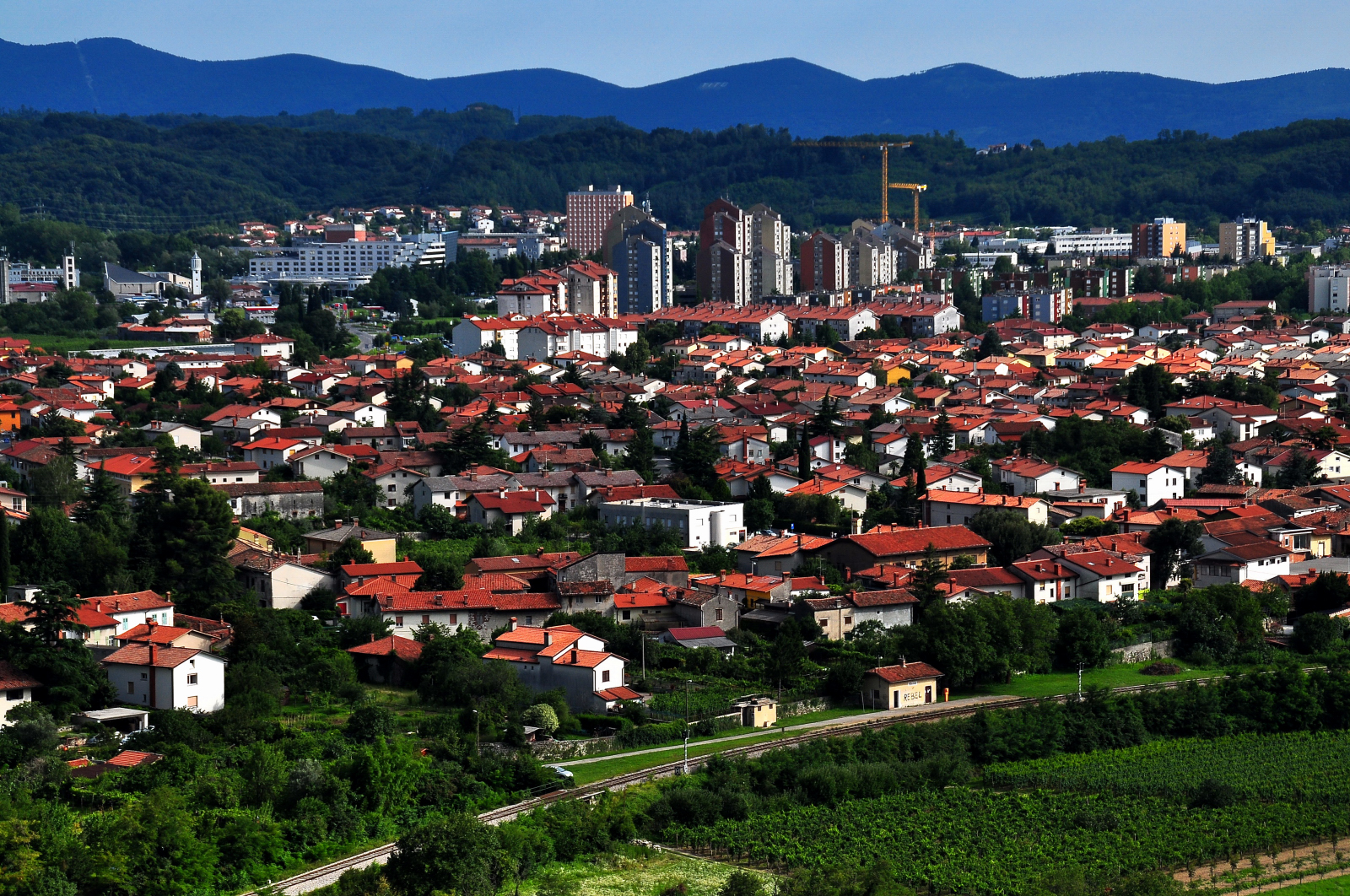
Nova Gorica
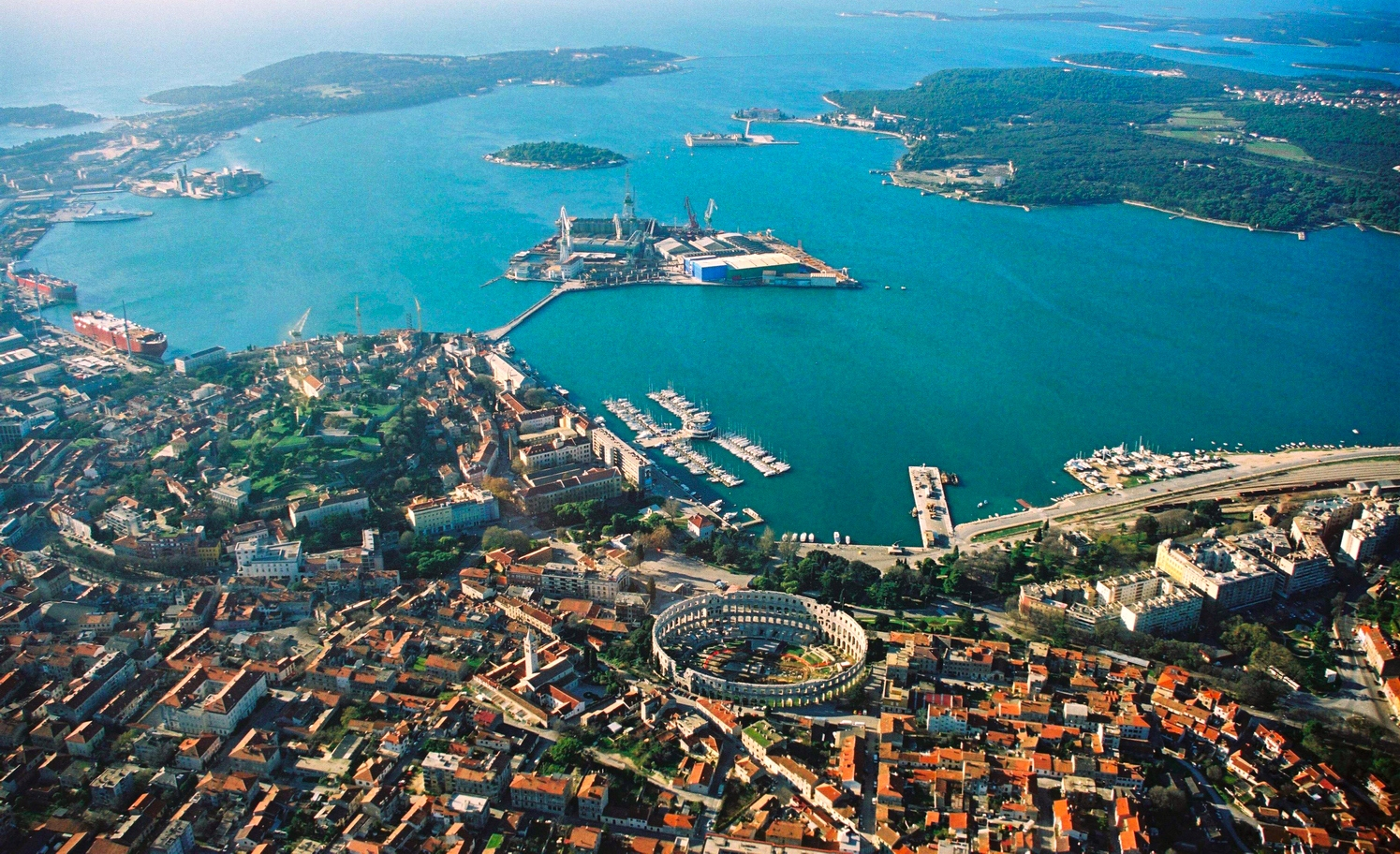
Pola (Istria)
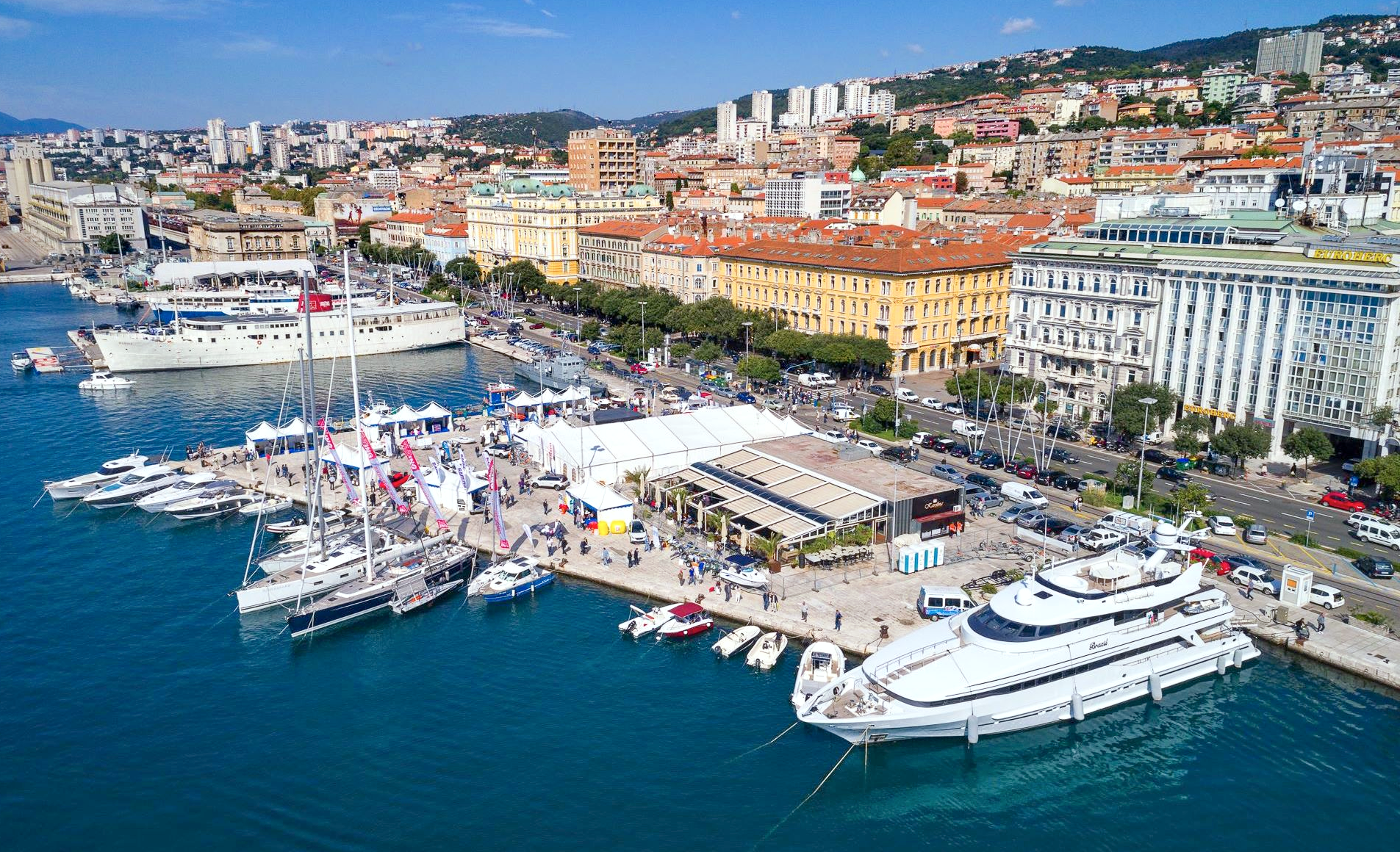
Fiume
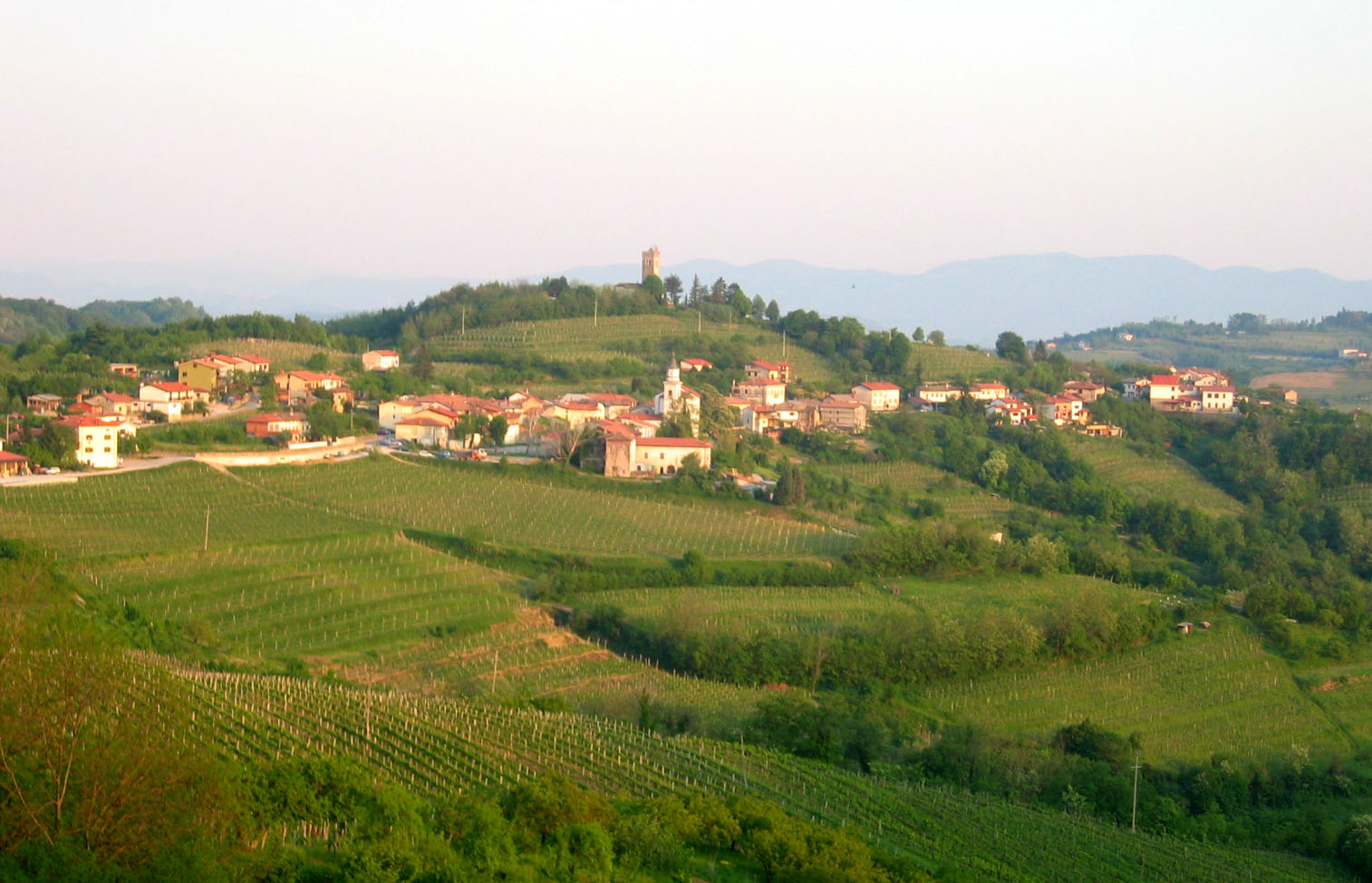
Colmo

| Venezia Giulia | Provincia di Trieste | Totale  |
| -------------- | -------------------- | ------- |
| Estensione     | 212 km²              | 678 km² |
| Popolazione    | 236.552              | 378.487 |

Non essendo stata rilevata nel corso dei censimenti in Friuli-Venezia Giulia l'etnia del censito, la consistenza della minoranza slovena in queste terre è stata determinata da alcuni autori in base a stime, che variano notevolmente a seconda del ricercatore:
| Autore della stima | Provincia di Trieste | Totale |
| ------------------ | -------------------- | ------ |
| Čermelj            | 65.000               | 85.000 |
| Stranj             | 49.000               | 67.000 |
| Bellinello         | 29.119               | 37.546 |
| Alpina             | 25.544               | 37.310 |
| Min. Interno       | 25.000               | 36.000 |
| Valussi            | 24.706               | 35.239 |

### Lingue e dialetti
Nell'attuale Venezia Giulia l'Italiano, lingua ufficiale dello Stato italiano, è la lingua più diffusa, con uno status dominante e viene parlata, accanto ad altre lingue neolatine e/o loro dialetti, dalla gran maggioranza della popolazione.
I dialetti romanzi parlati sono di tipo veneto: il triestino è una parlata che ha sostituito il tergestino, che era un più antico idioma retoromanzo (strettamente imparentato al friulano). Infatti dopo il 1719 - anno in cui Casa d'Austria scelse Trieste per costruire il suo principale porto commerciale - la popolazione triestina passò dai seimila abitanti del 1740 agli oltre duecentomila di metà Ottocento, provocando un cambio linguistico determinato dalla massiccia immigrazione di popolazioni di lingua veneta coloniale provenienti principalmente dalla costa istriana. Costoro emigravano a Trieste attratti da migliori prospettive di lavoro. L'antico dialetto tergestino di tipo retoromanzo continuò ad essere utilizzato ben oltre questa sostituzione, per circa un secolo, solo come lingua nobiliare.
Parimenti anche a Muggia era diffuso un idioma retoromanzo, il muglisiano, che sopravvisse lungamente al tergestino, spegnendosi solo con la morte del suo ultimo parlante, Giuseppe de Jurco, nel 1887. Attualmente a Muggia, l'unico comune istriano rimasto all'Italia dopo l'ultima guerra, si parla un dialetto istroveneto profondamente influenzato dal triestino.
Il dialetto bisiaco è invece un idioma risultato della progressiva venetizzazione della popolazione originariamente friulanofona e, in minor misura, slovenofona, storicamente appartenente al Friuli. La dominazione veneziana (che aveva in Monfalcone una strategica enclave in questo estremo lembo della pianura friulana) e la vicinanza di Trieste venetizzarono in tal modo la parlata originaria, la cui origine risulta in parte dalla persistenza di un certo numero di elementi lessicali del friulano nonché dello sloveno, anche dall'esistenza di piccole isole linguistiche friulane sparse nel proprio territorio, oggi in fortissimo regresso e sopravviventi solo nell'area prossima all'Isonzo e slovene adiacenti al Carso.
Secondo una teoria, confermata da documenti e sostenuta da molti linguisti e storici, l'attuale dialetto bisiaco deve la sua origine ad un ripopolamento in età rinascimentale del territorio oggi chiamato Bisiacaria, e fino ad allora abitato esclusivamente da friulanofoni e, in minor misura, da sloveni. I nuovi arrivati, di parlata veneta e veneto-orientale (un modello veneto diffuso all'epoca in Istria in Dalmazia), non erano in numero sufficiente per dar vita ad una sostituzione linguistica (come invece accadrà a Trieste a partire dal 1800). Per cui si ebbe, sul piano linguistico, una lenta fusione con la precedente realtà friulanofona/slavofona. Da qui la forte presenza del sostrato friulano e sloveno, sia nel lessico che nella morfologia nel bisiaco parlato, fino almeno agli anni trenta e quaranta del Novecento. Oggigiorno il dialetto bisiaco ha perso molte delle proprie connotazioni originarie e risulta essere fortemente triestinizzato, tanto che molti parlanti ritengono che la parlata tradizionale della propria terra sia ormai quasi scomparsa.
Vi è quindi il gradese, una variante veneta arcaica parlata a Grado e nella sua laguna e ritenuta endemica della località, similmente alla parlata (ancor più arcaica) della vicina località lagunare friulana di Marano. Il Gradese e, più in generale, il veneto coloniale, ha avuto come massimo esponente il poeta Biagio Marin.

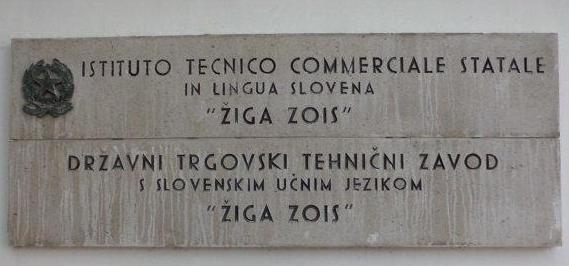
Indicazione presso l'entrata dell'
Istituto Tecnico Commerciale con
lingua di insegnamento slovena a Trieste

 La lingua slovena, è, nella maggior parte delle zone in cui è diffuso, lingua amministrativa e di cultura insieme all'italiano. Parlate slovene sono utilizzate nell'entroterra carsico italiano e nella stessa città di Trieste. Lo sloveno, nonostante il grande afflusso di esuli istriani nel secondo dopoguerra (particolarmente accentuato nel decennio 1945-1955) in zone etnicamente slovene fin da età medievale, continua ad essere lingua maggioritaria in tre dei sei comuni che compongono la provincia di Trieste, oltreché nelle frazioni carsiche del capoluogo giuliano (Villa Opicina, Basovizza, ecc.) e in tre comuni della provincia di Gorizia. Esistono anche scuole con lingua di insegnamento slovena. Tale lingua è forse parlata da circa il 4% degli abitanti delle provincie di Trieste e Gorizia, tuttavia, secondo alcune fonti, il loro numero è alquanto superiore. Lo stesso Ministero dell'Interno calcola che nelle province summenzionate siano presenti 36.000 sloveni, pari a circa il 9% della popolazione complessiva. L'uso della lingua slovena è regolato dalla legge n. 38 del 23 febbraio 2001 "Norme a tutela della minoranza linguistica slovena della regione Friuli-Venezia Giulia".
La lingua friulana, nella variante goriziana o isontina è poi parlata in tutta la "destra Isonzo", a Sagrado e nella stessa città di Gorizia (Lucinico, San Rocco). L'uso della lingua friulana è regolato dalla legge n. 482 del 15 dicembre 1999 "Norme in materia di tutela delle minoranze linguistiche storiche".
Riguardo alla definizione del termine "giuliano", è da notare che l'” Associazione giuliani nel mondo” ammette come propri soci "i corregionali di identità e di cultura italiana provenienti dalla Venezia Giulia, dall’Istria, da Fiume, dalle isole del Quarnero e dalla Dalmazia (...) residenti all’estero e nelle altre regioni italiane e loro discendenti", escludendo di conseguenza i non italiani. La stessa preclusione nazionale è prevista anche dallo statuto dell'Associazione Nazionale Venezia Giulia e Dalmazia.

### Elenco comuni già appartenenti alla regione
Il territorio della Venezia Giulia, durante la sua appartenenza all'Italia tra il 1919 e il 1947 era suddiviso in 128 comuni ripartiti, dal 1927, fra 5 province. Dopo la seconda guerra mondiale, da cui l'Italia era uscita sconfitta, 98 comuni (fra cui tre intere province) furono assegnati dall'Accordo di Pace di Parigi - 10.2.1947 - completamente alla Jugoslavia.
Nel 1947, con la firma del Trattato di pace, Trieste, assieme ad alcune località situate in una stretta fascia costiera, divenne indipendente sotto il controllo militare alleato con la costituzione del Territorio Libero di Trieste (diviso fra la zona A - Trieste e dintorni - e zona B - Istria nord-occidentale). Come conseguenza, il mandamento di Monfalcone, corrispondente alla Bisiacaria, venne restituito alla provincia di Gorizia cui era stato legato per secoli.
Con il Memorandum di Londra del 5 ottobre 1954, l'amministrazione civile della zona A del Territorio Libero di Trieste fu assegnata all'Italia, salvo alcune rettifiche territoriali a favore della Jugoslavia che però costrinsero le autorità garanti a tracciare una nuova linea di confine, sostitutiva della precedente demarcazione tra le zone A e B. Successivamente, con il Trattato di Osimo del 1975, tale confine, considerato, anche per motivi di ordine interno, provvisorio dalle due parti per oltre vent'anni (1954-1975), venne reso definitivo dall'Italia e dalla Jugoslavia.

## Bandiere

Bandiera ufficiale del Litorale Austriaco (1848-1919).
Bandiera ufficiale del Litorale Austriaco (1848-1919) con stemma.
Vessillo proposto tra il 1920 e il 1950
Vessillo completo
Bandiera proposta